# ألان سترينج
ألان سترينج (بالإنجليزية: Alan Strange)‏ هو لاعب كرة قاعدة أمريكي، ولد في 7 نوفمبر 1906 في فيلادلفيا في الولايات المتحدة، وتوفي في 24 يونيو 1994 في سياتل في الولايات المتحدة.

## وصلات خارجية
- ألان سترينج على موقعبيزبول رفرنس.كوم (الدوري الرئيسي) (الإنجليزية)